# Embaixada do Brasil em Pyongyang
A Embaixada do Brasil em Pyongyang é a missão diplomática brasileira na Coreia do Norte. Foi inaugurada em 2009, sendo que o edifício da embaixada é composto pela chancelaria (no térreo), pela residência do embaixador (no 1º andar) e por um incomum abrigo subterrâneo no subsolo, devido à instabilidade política existente na Coreia do Norte. O edifício também possui um gerador próprio, devido aos constantes blecautes ocorrentes em Pyongyang. A embaixada está situada na região de Pyongyang conhecida como Complexo Diplomático de Munsudong, no endereço: 3 Munsudong, nº 41, Distrito de Taedonggang.

## Embaixadores do Brasil na Coreia do Norte
- Arnaldo Carrilho (2009-2012)[7][8]
- Roberto Colin (2012-2016)[9]
- Cleiton Schenkel (2016-2018)[1]
- Luís Felipe Silvério Fortuna (2018-atual)[1]